# Municipio de Williamston
El municipio de Williamston (en inglés: Williamston Township) es un municipio ubicado en el  condado de Martin en el estado estadounidense de Carolina del Norte. En el año 2010 tenía una población de 9.112 habitantes.

## Geografía
El municipio de Williamston se encuentra ubicado en las coordenadas 35°50′57.71″N 77°3′54.27″O / 35.8493639, -77.0650750.